# Hietajärvi (sjö i Tuusniemi, Norra Savolax)
Hietajärvi är en sjö i kommunen Tuusniemi i landskapet Norra Savolax i Finland. Sjön ligger 102,1 meter över havet. Den är 11 meter djup. Arean är 1,74 kvadratkilometer och strandlinjen är 17,53 kilometer lång. Sjön  ingår i Vuoksens huvudavrinningsområde.   Den ligger omkring 40 kilometer öster om Kuopio och omkring 350 kilometer nordöst om Helsingfors. 
I sjön finns öarna Aittosaari, Pirttisaari, Jänissaari och Mansikkasaari. 